# Lophiodes
Genre

## Liste d'espèces
Selon FishBase & WRMS :
- Lophiodes abdituspinus Ni, Wu & Li, 1990
- Lophiodes beroe Caruso, 1981
- Lophiodes bruchius Caruso, 1981
- Lophiodes caulinaris (Garman, 1899)
- Lophiodes endoi Ho & Shao, 2008
- Lophiodes fimbriatus Saruwatari & Mochizuki, 1985
- Lophiodes gracilimanus (Alcock, 1899)
- Lophiodes infrabrunneus Smith & Radcliffe, 1912
- Lophiodes insidiator (Regan, 1921)
- Lophiodes kempi (Norman, 1935)
- Lophiodes miacanthus (Gilbert, 1905)
- Lophiodes monodi (Le Danois, 1971)
- Lophiodes mutilus (Alcock, 1894)
- Lophiodes naresi (Günther, 1880)
- Lophiodes reticulatus Caruso & Suttkus, 1979
- Lophiodes spilurus (Garman, 1899)

Selon ITIS :
- Lophiodes abdituspinus Ni, Wu & Li, 1990
- Lophiodes beroe Caruso, 1981
- Lophiodes bruchius Caruso, 1981
- Lophiodes caulinaris (Garman, 1899)
- Lophiodes fimbriatus Saruwatari & Mochizuki, 1985
- Lophiodes gracilimanus (Alcock, 1899)
- Lophiodes infrabrunneus Smith & Radcliffe in Radcliffe, 1912
- Lophiodes insidiator (Regan, 1921)
- Lophiodes kempi (Norman, 1935)
- Lophiodes miacanthus (Gilbert, 1905)
- Lophiodes monodi (Le Danois, 1971)
- Lophiodes mutilus (Alcock, 1894)
- Lophiodes naresi (Günther, 1880)
- Lophiodes reticulatus Caruso & Suttkus, 1979
- Lophiodes spilurus (Garman, 1899)